# The Harlequin Tea Set
The Harlequin Tea Set is een boek met negen kort verhalen geschreven door Agatha Christie. De bundeling werd in 1997 uitgegeven door G. P. Putnam's Sons. In dat jaar verscheen ook de verhalenbundel While the light lasts in het Verenigd Koninkrijk. Een zevental verhalen is in beide bundels opgenomen. 

## Verhalen
| Engelse titel                    | Bundel UK                                        | Nederlandse titel                | Nederlandse bundel                               |
| -------------------------------- | ------------------------------------------------ | -------------------------------- | ------------------------------------------------ |
| The Edge                         | While the Light Lasts and Other Stories (1997)   | De afgrond                       | Zolang het licht is (1998)                       |
| The Actress                      | While the Light Lasts and Other Stories (1997)   | De actrice / Lijk op bestelling  | Zolang het licht is/ Het Regatta-mysterie (1974) |
| While the Light Lasts            | While the Light Lasts and Other Stories (1997)   | Zolang het licht is              | Zolang het licht is                              |
| The House of Dreams              | While the Light Lasts and Other Stories (1997)   | Het huis van dromen              | Zolang het licht is                              |
| The Lonely God                   | While the Light Lasts and Other Stories (1997)   | De eenzame god                   | Zolang het licht is                              |
| Manx Gold                        | While the Light Lasts and Other Stories (1997)   | Manx' goud                       | Zolang het licht is                              |
| Within a Wall                    | While the Light Lasts and Other Stories (1997)   | Binnen een muur                  | Zolang het licht is                              |
| The Mystery of the Spanish Chest | The Regatta Mystery (1939)                       | Het mysterie van de Spaanse kist | Het Listerdale-mysterie (1934)                   |
| The Harlequin Tea Set            | Problem at Pollensa Bay and Other Stories (1991) | niet vertaald                    |                                                  |